# Бенгел (Мозел)
Бенгел (њем. Bengel) општина је у њемачкој савезној држави Рајна-Палатинат. Једно је од 107 општинских средишта округа Бернкастел-Витлих. Према процјени из 2010. у општини је живјело 876 становника. Посједује регионалну шифру (AGS) 7231005.

## Географски и демографски подаци
Бенгел се налази у савезној држави Рајна-Палатинат у округу Бернкастел-Витлих. Општина се налази на надморској висини од 150 метара. Површина општине износи 27,5 km². У самом мјесту је, према процјени из 2010. године, живјело 876 становника. Просјечна густина становништва износи 32 становника/km².